# Probota
Probota là một xã thuộc hạt Iași, România. Dân số thời điểm năm 2002 là 3681 người.